# César Puig Martínez
César Puig Martínez (Alcoi, ? - † Madrid, 14 de juny de 1934) fou un advocat, periodista i polític valencià.

## Biografia
El 1908 fou redactor de l'Heraldo de Alcoy i fundà El Noticiero Regional. Membre de la maçoneria, fou el cap del Partido Reformista a Alcoi el 1916-1918 i candidat a les eleccions a Corts el 1916 i 1918, sense èxit. Escollit regidor d'Alcoi el 1922, fou membre del Partit Republicà Radical. Durant la Dictadura de Primo de Rivera fou acusat de donar suport la intentona de José Sánchez Guerra. Fou elegit diputat per la província d'Alacant a les eleccions generals espanyoles de 1931.